# Кальченки (Белопольский район)
Кальченки (укр. Кальченки) — село,
Кальченковский сельский совет,
Белопольский район,
Сумская область,
Украина.
Код КОАТУУ — 5920683901. Население по переписи 2001 года составляло 269 человек .
Является административным центром Кальченковского сельского совета, в который, кроме того, входят сёла
Воронино,
Крыжик и
Червоное.

## Географическое положение
Село Кальченки находится на расстоянии в 3 км от реки Куяновка.
Примыкает к селу Воронино.
Рядом проходят автомобильная дорога Т-1917 и железнодорожная ветка Терны-Белополье.

## История
- Село основано в середине XIX века.

## Экономика
- Молочно-товарная ферма.
- «Кальченковское», сельхозпредприятие.

## Объекты социальной сферы
- Школа І-ІІ ст.